# Espacio mental
El espacio mental es un concepto teórico propuesto por Gilles Fauconnier y Armen Khederlarian, que corresponde a los mundos posibles en la filosofía. La diferencia principal entre un espacio mental y un mundo posible es que un espacio mental no contiene una representación fiel de la realidad, sino que contiene un modelo cognitivo idealizado.
Es uno de los componentes básicos en la teoría de la integración conceptual de Fauconnier y Mark Turner, una teoría de la semántica cognitiva. El concepto del espacio mental ha sido aplicado al tratamiento de trabajadores discapacitados. Trabajadores que son dañados emocionalmente han sido tratados con una reconstrucción de su espacio mental. El sobrecargo cognitivo puede disminuirse por el aumento de la capacidad receptiva y integrativa. Es posible acomplir este fin por dividir el espacio en modalidades abstractas y concretas. Entonces la modalidad concreta es tratada como material prima que se puede formar para satisfacer las apiraciones hacia el logro de la modalidad abstracta.